# William Maclay
William Maclay (New Garden Township, 1737. július 20. – Harrisburg, 1804. április 16.) az Amerikai Egyesült Államok szenátora (Pennsylvania, 1789–1791). Robert Morrisszal együtt tagja volt Pennsylvania első kéttagú küldöttségének az Egyesült Államok szenátusában. Segített idősebb John Harrisnek a pennsylvaniai Harrisburg alaprajzának megtervezésében 1785-ben, ahol a Maclay Streetet róla nevezték el. 1785-ben a szenátusi mandátumát követően két alkalommal volt Pennsylvania képviselőházának tagja, megyei bíró és elnökválasztó. Ismert az Egyesült Államok 1. kongresszusáról szóló történelmi információkat tartalmazó naplójáról.

## Életpályája
William Maclay a pennsylvaniai Chester megyében született, szülei skót származású presbiteriánus bevándorlók voltak az írországi Portadownból, az azóta Észak-Írországgá vált Írországból. 1758-ban Maclay klasszikus tanulmányokat folytatott, majd milíciahadnagyként szolgált a Duquesne-erődnél vívott csatában. Ezután a francia-indiai háborúban más expedíciókban is szolgált. Jogi tanulmányokat folytatott, és 1760-ban felvették az ügyvédi kamarába. Miután egy ideig ügyvédként praktizált, földmérő lett a Penn család alkalmazásában, majd az 1770-es években Northumberland megye bíróságának jegyzője és jegyzője. Az amerikai forradalom idején a kontinentális hadseregben szolgált komisszárként. Az 1780-as években a pennsylvaniai közgyűlés gyakori tagja volt. Ebben az időszakban indiánbiztos, a törvényszék bírája és a végrehajtó tanács tagja is volt.
Az alkotmány ratifikálása után Maclay-t beválasztották az Egyesült Államok szenátusába, és 1789. március 4-től 1791. március 4-ig az Egyesült Államok első kongresszusában szolgált. A szenátorok szokásos hatéves mandátuma helyett kétéves megbízatást kapott, miután a másik pennsylvaniai szenátorral, Robert Morrisszal szemben sorshúzáson vesztett. A szenátusban Maclay a közigazgatásellenes frakció egyik legradikálisabb tagja volt.
A szenátusban folyamatosan viszálykodott John Adams alelnökkel, miután Adams elutasította Maclay politikai alkuját, hogy az 1789-es elnökválasztáson támogassa alelnökjelöltjét. 1789 júliusában állásfoglalást adott ki, amelyben előírta, hogy az elnöknek a szenátus engedélyét kell kérnie a kabinet tagjainak elbocsátásához, de a határozatot Adams alelnök szavazatával döntetlenre ítélték, amikor Adams meggyőzte Tristram Daltont és Richard Bassettet, hogy vonják vissza támogatásukat. Az Egyesült Államok állandó nemzeti fővárosának és kormányzati székhelyének helyét meghatározó rezidencia-törvény szenátusi vitái során Adams alelnök Morrisszal együttműködve, aki Philadelphiát részesítette előnyben fővárosként, legyőzte Maclay indítványát, amely a Susquehanna folyón lévő földbirtokai közelében helyezte volna el.
Naplójában, amely az Amerikai Egyesült Államok első kongresszusának egyetlen naplója és egyik legfontosabb feljegyzése, bírálja Adams alelnököt és George Washington elnököt. Kritizálta a szenátust vezető számos támogatójukat is, köztük egyes szenátorokat, mivel úgy vélte, hogy a szenátus vezetésének módja nem volt hatékony. Pennsylvania állam törvényhozása sikertelenül próbálta újraválasztani.
Miután visszavonult az országos politikától, 1795-ben, 1796-ban és 1797-ben is tagja volt Pennsylvania állam képviselőházának. Emellett az 1796-os elnökválasztáson elnökválasztó volt (Jeffersonra szavazott), 1801 és 1803 között megyei bíró, majd 1803-ban ismét tagja volt az állami képviselőháznak. 1804-ben halt meg, és a harrisburgi Old Paxton Church temetőben temették el. Több rokona is politikus volt, köztük testvére, Samuel Maclay és unokaöccse, William Plunkett Maclay.

## Fordítás
- Ez a szócikk részben vagy egészben  a   William Maclay című angol Wikipédia-szócikk fordításán alapul.  Az eredeti cikk szerkesztőit annak laptörténete sorolja fel. Ez a jelzés csupán a megfogalmazás eredetét és a szerzői jogokat jelzi, nem szolgál a cikkben szereplő információk forrásmegjelöléseként.